# Carles II de Navarra

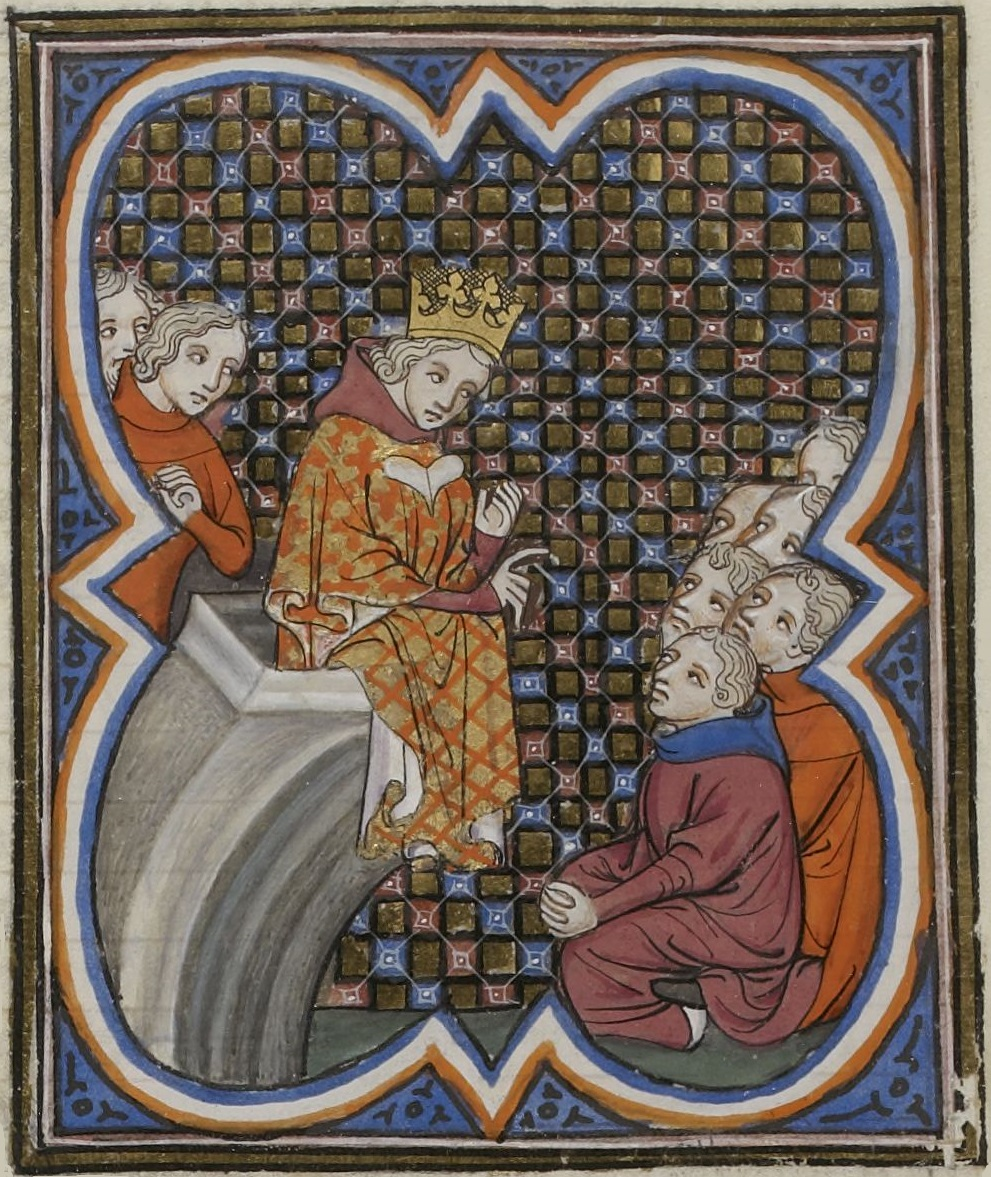
Carles el Dolent assegut en una estrada

Carles II de Navarra dit el Dolent (Évreux, Regne de França, 10 d'octubre de 1332 - Pamplona, 1 de gener de 1387) fou rei de Navarra (1349-1387).

## Família
Fill de Felip III Evreux i Joana II de Navarra, succeí a la seva mare al tron navarrès a la mort d'aquesta el 1349. Es casà a Vivier-en-Brie de 1351 amb Joana de França, filla de Joan II de França i Bonna de Luxemburg. D'aquesta unió nasqueren:
- la infanta Maria de Navarra (1360-1410), casada el 1393 amb Alfons V de Ribagorça
- l'infant Carles III de Navarra (1361 - 1425), rei de Navarra
- la infanta Bona de Navarra (1364-1389)
- l'infant Pere de Navarra (1366 - 1412), comte de Mortain
- l'infant Felip de Navarra (1368)
- la infanta Joana de Navarra (1370 - 1437), casada el 1386 amb Joan V de Bretanya i el 1403 amb Enric IV d'Anglaterra
- la infanta Blanca de Navarra i Valois (1372 - 1385)

## Política interior
Va abordar un programa de reformes que va incloure el sanejament de l'administració, el reforçament de la noblesa com principal suport de la monarquia i la reorganització dels recursos fiscals mitjançant la creació de la Cambra de Comptos de Navarra el 1364 com a òrgan financer.
A pesar d'haver de conviure amb successives onades de la pesta negra, va extreure grans recursos del regne per a finançar les seves campanyes militars, va enfortir l'administració i va modernitzar el sistema fiscal. Durant el seu regnat va emergir una nova noblesa.

## Política exterior
El seu regnat va oscil·lar entre una ambiciosa projecció sobre el conflicte anglo-francès i un procés d'organització i centralització interior en un context de crisi econòmica. Va pretendre recuperar els comtats de Xampanya i Brie que, fins al 1274, havien pertangut als reis de Navarra. Després que Carles II de Navarra demanés ajut als anglesos el 18 de gener de 1354 per recuperar les seves possessions a França, va aconseguir que es firmés el 22 de febrer del mateix 1354 el tractat de Mantés, pel que el monarca es reconciliava amb Joan II de França. Va donar suport a la rebel·lió d'Étienne Marcel el 1358 per a obtenir el tron de França. Va residir a França durant deu anys, tornant a Navarra el 1361.
A l'exterior, va ser protagonista d'una desmesurada política internacional que va desbordar els limitats recursos del regne.
Va actuar com a mediador en les lluites entre el rei Pere el Cruel i Pere el Cerimoniós, lluites que tenien per objectiu determinar quin dels dos regnes s'alçava amb la supremacia a la península Ibèrica. El panorama es va complicar en veure's embolicada Castella en una guerra civil per l'enfrontament de Pere I amb els seus germans bastards, dirigits per l'infant Enric de Trastàmara. Mercenaris anglesos i francesos van acudir en suport d'ambdós contendents. Carles II va intentar treure profit de la situació aliant-se successivament amb ambdós bàndols mitjançant complexes maniobres diplomàtiques que van acabar per enemistar-lo amb tots. El 1369 Pere I fou apunyalat a Montiel pel seu germà Enric, que inicià la dinastia Trastàmara a Castella.
Aquest fet marca la reculada de Carles II en tots els fronts. Va haver de renunciar a algunes possessions del nord de França a canvi d'un fugaç senyoriu sobre Montpeller (1372), així com retornar les places ocupades a Castella, obtenint tan sols el lliurament del Monestir de Fitero el 1373. El juny de 1374, a petició de Lluís I de Provença, un exèrcit castellà i francès va posar setge a Baiona, punt clau de comunicació entre el Regne de Navarra i el Regne d'Anglaterra. Els castellans van posar setge per mar i per terra, però la resistència de la ciutat i la manca de col·laboració francesa va obligar a aixecar el setge. Quan va intentar reaccionar a França, el seu fill Carles va ser capturat el 1378 i li van ser confiscades totes les seves possessions. L'exèrcit castellà assetjà Pamplona i Carles II es veié obligat a signar el Tractat de Briones el 1379 que permetia a Castella retenir durant gairebé una dècada una quinzena de places navarreses que havia conquistat durant la guerra, cosa que va suposar el final de les ambicions polítiques de Carles.
Aquesta política oscil·lant i incoherent s'explica per la necessitat de mantenir un precari equilibri amb les potències que envoltaven Navarra: el Regne de Castella, la Gascunya en poder anglès (i que podia proporcionar una sortida al mar), la Corona d'Aragó i França, totes i cadascuna capaces per si mateixes d'annexionar-se el petit regne de Navarra.

## Mort
La seva mort es va produir al palau de San Pedro o del Bisbe, a Pamplona l'1 de gener de 1387. Complint la seva voluntat, el seu cadàver va ser confiat a Samuel Blat, jueu de Saragossa, que va extreure el seu cor i intestins i va embalsamar el seu cos. El seu cos va rebre sepultura a la catedral de Pamplona, les entranyes a Roncesvalls, i el cor va ser dut a Ujué (Navarra), on es van celebrar solemnes exèquies al maig.